# Echinanthera
Echinanthera este un gen de șerpi din familia Colubridae.

Cladograma conform Catalogue of Life:
| Echinanthera | \| \| Echinanthera amoena \| \| \| \| \| \| Echinanthera cephalomaculata \| \| \| \| \| \| Echinanthera cephalostriata \| \| \| \| \| \| Echinanthera cyanopleura \| \| \| \| \| \| Echinanthera melanostigma \| \| \| \| \| \| Echinanthera undulata \| \| \| \| |
|              | \| \| Echinanthera amoena \| \| \| \| \| \| Echinanthera cephalomaculata \| \| \| \| \| \| Echinanthera cephalostriata \| \| \| \| \| \| Echinanthera cyanopleura \| \| \| \| \| \| Echinanthera melanostigma \| \| \| \| \| \| Echinanthera undulata \| \| \| \| |
|              | Echinanthera amoena |
|              | |
|              | Echinanthera cephalomaculata |
|              | |
|              | Echinanthera cephalostriata |
|              | |
|              | Echinanthera cyanopleura |
|              | |
|              | Echinanthera melanostigma |
|              | |
|              | Echinanthera undulata |
|              | |